# Glockengießerei Maria Laach
Die Glockengießerei Maria Laach war eine Glockengießerei in den Kunstwerkstätten der Abtei Maria Laach in Glees in Rheinland-Pfalz.

## Geschichte
Bruder Michael machte anfangs eine Ausbildung zum Glockensachverständigen für das Bistum Trier. Ferner war er Sachverständiger zur 1497 gegossenen Gloriosa vom Domberg in Erfurt. Der erste Glockenguss erfolgte im Juli 1999 in einer Garage des Holzlagers der Kunstwerkstätten der Abtei Maria Laach. Die Glockengießerei, welche aus vier Männern bestand, hatte an die 1000 Glocken gegossen. Bruder Michael Reuter knüpfte damit auch an den ehemaligen Pater Johannes Blessing der Abtei an, welcher für mehrere Glockengießereien verbesserte Glockenprofile entwickelt hatte. Ende 2015 wurde der Betrieb offiziell eingestellt, während 2016 noch vorhandenen Aufträge ausgeführt wurden.